# Дансько-ісландський договір про унію
Дансько-ісландський договір про унію — угода, за якою проголошувалася Дансько-ісландська унія. Затверджена 30 листопада 1918 року данським королем Кристіаном X і набула чинності 1 грудня 1918 року.

## Передумови
З 1380 року Ісландія була під пануванням Данії. У результаті національно-визвольної боротьби ісландського народу данський уряд у 1907 році розпочав складання проєкту, за яким Ісландія перетворювалася на незалежну державу, пов'язану з Данією особистою унією. Реалізацію проєкту було затримано Першою світовою війною. У липні 1918 року змішана дансько-ісландська комісія в Рейк'явіку закінчила переговори, виробивши основу договору між обома країнами.

## Зміст
Згідно з даною угодою Ісландія оголошувалась суверенною державою, пов'язаною з Данією особистою унією та союзом (стаття 1). Данія взяла на себе ведення зовнішніх зносин Ісландії (стаття 7), проте міжнародні угоди, що укладаються Данією, ставали обов'язковими для Ісландії лише після схвалення їх ісландським альтингом (на підставі цієї статті Ісландія відмовилася вступити до Ліги націй, куди Данія вступила у 1920 році).
Стаття 18 договору передбачала право для обох держав після закінчення 1940 року у будь-який момент вимагати перегляду цієї угоди. У випадку, якби переговори не призвели до нової угоди, данський риксдаг та ісландський альтинг могли анулювати договір більшістю у 2/3 голосів.
Відповідно до статті 19 цієї угоди Ісландія оголошувалась країною «постійно нейтральною».

## Припинення дії
Угода була фактично анульована Ісландією під час Другої світової війни після окупації Данії німецькими військами.
13 квітня 1940 року ісландський альтинг оголосив, що Ісландія з цього дня «веде самостійну зовнішню політику». 16 травня 1941 року альтинг ухвалив принципове рішення про свою відмову продовжити цю угоду. Під час проведеного 20 травня 1944 року референдуму 98 % населення Ісландії висловилися за його розірвання. 17 липня 1944 року альтинг одноголосно ухвалив рішення про розірвання дансько-ісландської унії та проголосив Ісландію незалежною республікою. Одночасно набула чинності нова ісландська конституція.